# 住友老壮会
住友老壮会（すみともろうそうかい）とは、住友グループ各社に部長以上の幹部として在職、勤続25年・61歳以上のOBを会員とする親睦団体である。

## 住友老壮会の発足
第二次世界大戦終了後、1952年（昭和25年）ごろから米ソの冷戦を反映して、占領政策にも転換のきざしが出てきて、追放解除も活発になり、住友グループの社長会である「白水会」が結成され、旧住友本社常務理事など、住友財閥の重鎮達が実業界に復帰を果たすのと同時に、住友グループOBたちの連絡も活発となった。そこで1951年（昭和26年）9月に、有志25名が原案をつくったうえ、翌1952 年（昭和27年）11月に、正式に「住友老壮会」が発足したのである。

## 概説
名称の老壮は、「後漢書馬援伝」のなかの名将馬援の言葉「大夫志を為すに、窮すれば当に益堅なるべく、老いては当に益壮んなるべし」が由来である。住友老壮会は毎年、大阪と東京で1回ずつ大会をひらき、住友グループ各社の社長が回り持ちでそれぞれの業界の情勢報告をし、アトラクションなどもあって、OBが旧友たちと交歓する会合である。なお、老壮会には住友家長・住友吉左衛門も出席する。